# 拉蒂薩 (拉斯塔布斯區)
拉蒂薩（西班牙語：La Tiza），是巴拿馬的城鎮，位於該國中南部，由洛斯桑托斯省的拉斯塔布斯區負責管轄，面積3.8平方公里，海拔高度157米，2010年人口1,702，人口密度每平方公里447.9人。